# Горлинський Кирило Іванович
Кирило Іванович Горлинський (Гутник) (нар. 31 березня 1891, село Мала Шкарівка Подільської губернії, тепер Полонського району Хмельницької області — розстріляний 27 жовтня 1937, Київ) — український радянський діяч, голова Білоцерківського і Кам'янець-Подільського окрвиконкомів, заступник секретаря ВУЦВК, 1-й секретар Шепетівського окружкому КП(б)У, ректор Комуністичного університету імені Артема. Член Ревізійної комісії КП(б)У в січні 1934 — травні 1937 року.

## Біографія
Здобув початкову освіту. Член РКП(б) з 1918 року.
Перебував на відповідальній партійній і радянській роботі. У 1923—1924? роках — голова Київської губернської планової комісії.
У 1925 — вересні 1927 року — голова виконавчого комітету Білоцерківської окружної ради.
У листопаді 1927 — березні 1929 року — голова виконавчого комітету Кам'янець-Подільської окружної ради.
З 27 лютого 1929 року — завідувач організаційно-інструкторського відділу — заступник секретаря Всеукраїнського Центрального Виконавчого Комітету (ВУЦВК).
До 1935 року — голова Кам'янецької (Кам'янець-Подільської) міської ради Вінницької області.
У травні 1935—1937? роках — 1-й секретар Шепетівського окружного комітету КП(б)У Вінницької області.
До серпня 1937 року — ректор Українського Комуністичного університету імені Артема в місті Харкові.
4 серпня 1937 року заарештований органами НКВС. 26 жовтня 1937 року засуджений до розстрілу, розстріляний. Посмертно реабілітований 28 березня 1956 року.